# Koronki z Pagu

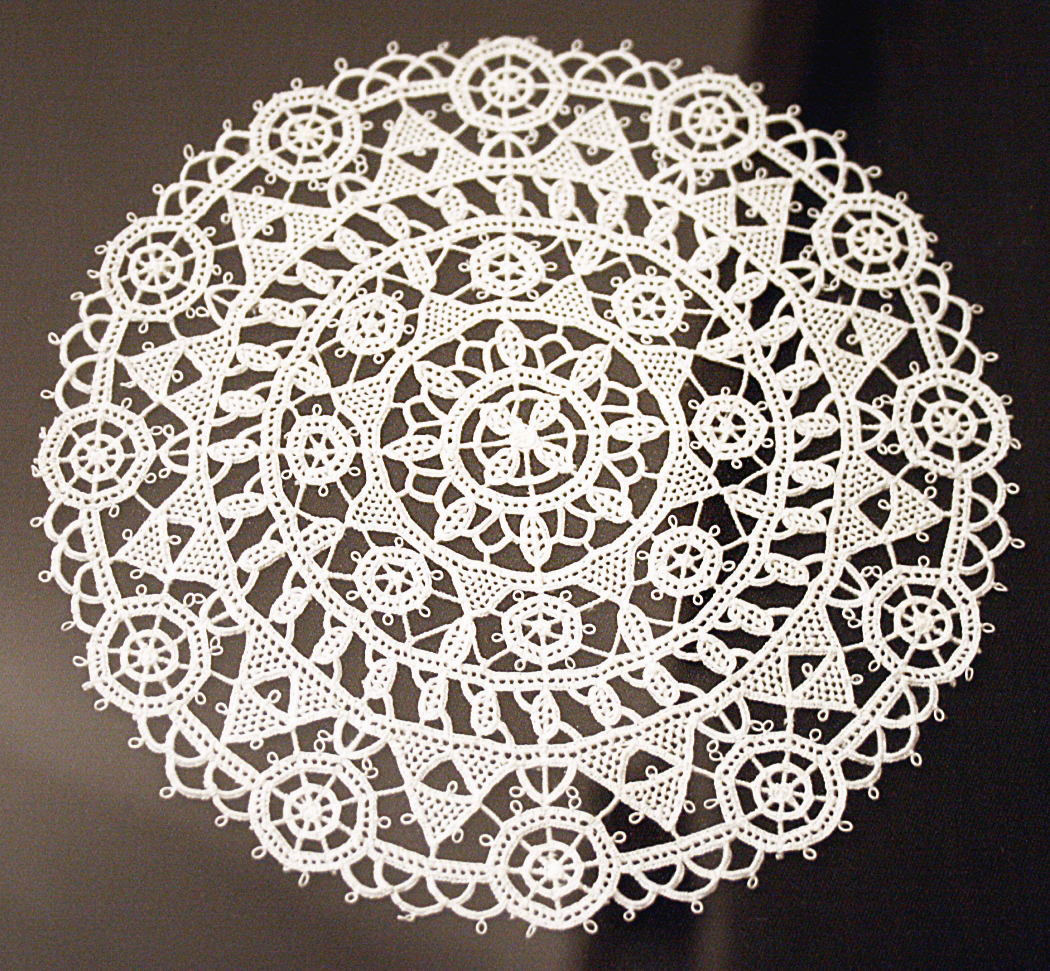
Koronka z Pagu

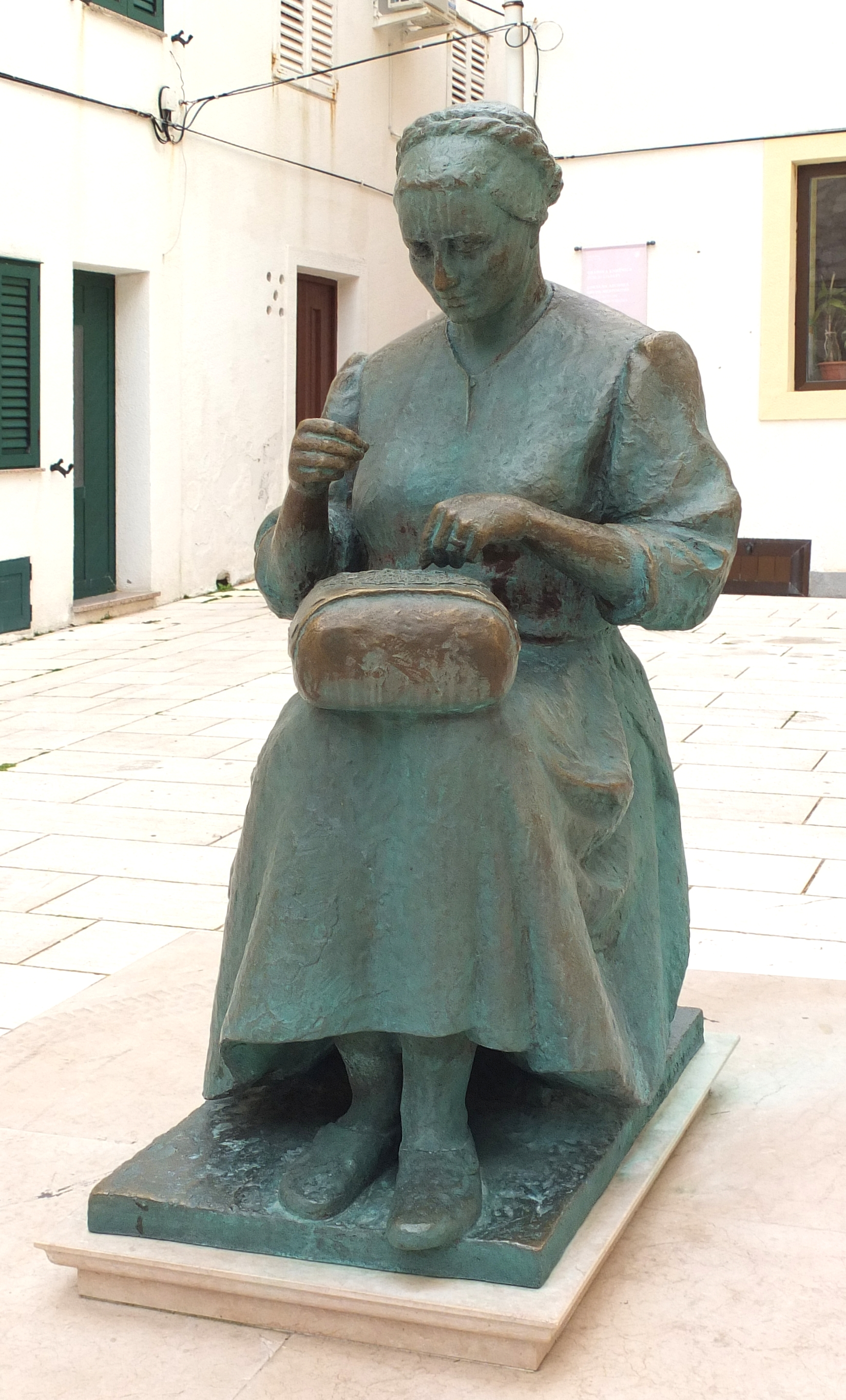
Pomnik koronczarki w Pagu

Koronki z Pagu – koronki igiełkowe wytwarzane w Pagu w Chorwacji. Chorwackie koronkarstwo zostało w 2009 roku wpisane na listę niematerialnego dziedzictwa UNESCO.

## Historia
Pierwszą szkołę dla dziewcząt prowadziły benedyktynki z klasztoru św. Małgorzaty w Pagu. Uczyły w niej nie tylko czytania i pisania, ale również wytwarzania koronek. W klasztorze można oglądać ponad 120 koronek, które zostały przez Ministerstwo Kultury Republiki Chorwacji uznane za dobro kulturowe. Kolekcja była tworzona przez 150 lat.
W 1880 roku chorwacki archeolog Frane Bulić w Solin zorganizował wystawę na której zaprezentowano koronki z Pagu. Od tego czasu koronki stały się popularne, chociaż ze względu na cenę stać na nie było tylko szlachtę i arystokrację. Natalie Bruck-Auffenberg w 1911 roku opublikowała pracę Dalmatien und seine Volkskunst. Zbierając do niej materiały podróżowała po Dalmacji. W Pagu zakupiła koronki, które po powrocie w 1906 roku podarowała arcyksiężnej Austrii Marii Józefinie. Tak bardzo spodobały się one księżnej, że odwiedziła Pag, aby złożyć zamówienie. Zabrała do Wiednia kilka kobiet. Wykonywały one tam koronki na potrzeby dworu.
W 1906 roku pani Bruck-Auffenberg podjęła próbę ożywienia sztuki koronkarskiej na wyspie Pag. W tym celu dwóm absolwentom centralnej szkoły przemysłu krajowego, czyli najwyższego kursu w Wiedniu, powierzono stworzenie szkoły w Pagu. W założeniu szkoły pomógł burmistrz Frane Budak, a nauczycielką została absolwentka kursu w Wiedniu Nilla Rakamarić. W szkole nie tylko uczyła starych wzorów, ale też tworzyła nowe. Po zakończeniu I wojny światowej zainteresowanie koronką z Pagu spadło. Koronki były wytwarzane również w Lepoglavie, ale były to koronki klockowe.
W 2021 roku miasto Pag zastrzegło w Hrvatskom glasniku intelektualnog vlasništva prawo do wzorów koronek: gusti dintel, retki dintel, mušca, tri pekjice, tri medule, mendulica, retka pogacica, zupciċ, kolumbar, kriva mendulica, pogacica, šćapi, gusti listac, listacić, sunašce, roćelica, gusta pogacica, pekjica, limuncin i tambura. Od 26 kwietnia 2021 roku wykorzystywanie wzoru koronek wymaga uzyskania licencji.

## Wykonanie
Do wykonania koronki igiełkowej potrzeba półokrągłej poduszki, papieru milimetrowego, kartonu i folii, szydła i igły z białą nicią. Na papier milimetrowy nanosi się wzór koronki. Następnie przypina go do kartonu z nałożoną folią i szydłem wykonuje dziurki, które pomogą stworzyć siatkę, na której będzie wykonana koronka. Do tego celu używa się bawełnianej nici, którą korzystając z wykonanych dziurek, mocuje się do tektury. Tekturę z gotową siatką układa się na poduszce i zaczyna wykonywanie koronki.

## Wpis na listę niematerialnego dziedzictwa UNESCO
12-23 lutego 2007 roku w siedzibie UNESCO w Paryżu Ministerstwo Kultury Republiki Chorwacji i Chorwacki Komitet ds. UNESCO zaprezentował wystawę „Koronkarstwo w Chorwacji”. Pokazano na niej koronki z Pagu, koronki z Hvar i koronki z Lepoglavy. W 2009 roku chorwackie koronkarstwo zostało wpisane na listę niematerialnego dziedzictwa UNESCO. Z tej okazji od 2010 roku jest organizowany w Pagu Międzynarodowy Festiwal Koronki. Uczestnicy mogą wziąć udział w warsztatach, zobaczyć wystawy koronek, nie tylko z Pagu, ale z innych państw. Równocześnie organizowane są targi Paška kužina, na których można kupić lokalne produkty. Festiwal koronki organizuje rada miasta, Turistička Zajednica Grada Paga (Izba Turystyczna), Društvo paških čipkarica ''Frane Budak'' (Towarzystwo Koronczarek z Pagu im. Frane Budaka).